# Phyllodactylus ventralis
Espèce
Synonymes
- Phyllodactylus muelleri Parker, 1935
- hyllodactylus underwoodi Dixon, 1962

Statut de conservation UICN

 LC  : Préoccupation mineure
Phyllodactylus ventralis est une espèce de geckos de la famille des Phyllodactylidae.

## Répartition
Cette espèce se rencontre :
- dans le nord de la Colombie ;
- au Venezuela ;
- sur l'île de Grenade.

## Publication originale
- O’Shaughnessy, 1875 : Descriptions of new species of Gekkotidae in the British Museum Collection. Annals and Magazine of Natural History, ser. 4, vol. 16, p. 262-266  (texte intégral).